# Desa Gentong (administrativ by i Indonesien, lat -7,85, long 113,90)
Desa Gentong är en administrativ by i Indonesien.   Den ligger i provinsen Jawa Timur, i den västra delen av landet, 800 km öster om huvudstaden Jakarta.